# 1999 YY2
1999 YY2  är en trojansk asteroid i Jupiters lagrangepunkt L4. Den upptäcktes 16 december 1999 av LINEAR i Socorro County, New Mexico.
Asteroiden har en diameter på ungefär 36 kilometer.